# Колодії
Колоді́ї — село в Україні, у Маневицькій селищній громаді Камінь-Каширського району Волинської області. Населення становить ▼363 осіб.

## Географія
Село розташоване на лівому березі річки Горбах, лівої притоки Стиру.

## Історія
У 1906 році село Ведмезької волості Луцького повіту Волинської губернії. Відстань від повітового міста 81 верст, від волості 7. Дворів 93, мешканців 614.
12 червня 2020 року, відповідно до розпорядження Кабінету Міністрів України № 708-р «Про визначення адміністративних центрів та затвердження територій територіальних громад Волинської області», село увійшло у склад Маневицької селищної громади.
19 липня 2020 року, в результаті адміністративно-територіальної реформи та ліквідації  Маневицького району, село увійшло до складу новоутвореного Камінь-Каширського району.

## Населення
Згідно з переписом УРСР 1989 року чисельність наявного населення села становила 493 особи, з яких 228 чоловіків та 265 жінок.
За переписом населення України 2001 року в селі мешкало 436 осіб.

### Мова
Розподіл населення за рідною мовою за даними перепису 2001 року:
| Мова       | Відсоток |
| ---------- | -------- |
| українська | 99,77 %  |
| російська  | 0,23 %   |